# Via del Corso (film)
Via del Corso è un film italiano del 2000, diretto da Adolfo Lippi, con Laura Chiatti, Nicola Farron e Ilaria Spada.

## Trama
Monica, una ragazza di periferia, decide di trascorrere il giorno del suo 18º compleanno a Roma, la metropoli da lei fortemente idealizzata: a poco a poco, insieme alle sue amiche Loana e Ilaria, conoscerà le contraddizioni e il degrado morale della Capitale.